# Speed Racer (manga)
Pour les articles homonymes, voir Speed Racer.
Speed Racer (マッハGoGoGo, Mach GoGoGo) est un manga créé en 1966 par Tatsuo Yoshida sur une compétition automobile, adapté en anime en 1967 et au cinéma en 2008 par les Wachowski.

## Synopsis
Speed Racer possède une voiture de course nommée « Mach 5 », son concurrent principal est Racer X. 
Ce qui suit doit être vérifié
Speed Racer est un pilote de course reconnu, qui aime son métier. Mais il découvre un jour que le monde de la course est infecté par l'argent et contrôlé par un homme d'affaires mégalo, quand ce dernier lui demande de perdre sa prochaine course. Il décide alors de rendre ses lettres d'or aux courses en gagnant la course qu'il était destiné à perdre.

## Personnages
- Speed Racer (Go Mifune en japonais) est le personnage principal de la série. Il est le jeune conducteur d'une voiture de course, remplie de gadgets, appelée la "Mach 5"[1].

- Rex Racer (Kenichi Mifune en japonais) est le frère aîné de Speed Racer. Coureur automobile avant son frère, il disparaîtra dans un accident de course. Il réapparaîtra plus tard dans la série sous les traits de Racer X, un coureur masqué, et au volant du véhicule "The Shooting Star"[2].

- Trixie (Michi Shimura en japonais) est la petite amie de Speed Racer, elle est pilote d'hélicoptère et d'avion et l'accompagne régulièrement dans ses aventures[3].

- Pops et Mom Racer  sont les parents de Speed Racer, Spritle son petit frère et Chim-Chim son chimpanzé[4],[3].

## Fiche technique de l'anime
- Création et scénario : Tatsuo Yoshida
- Autres scénaristes : Tadashi Hirose
- Réalisation : Hiroshi Sasagawa
- Directeur artistique : Mitsuki Nakamura
- Format : 35 mm
- Son : Mono
- Musique : Nobuyoshi Koshibe

## Autour de Speed Racer
- Tatsuo Yoshida s'inspire de l'Aston Martin du film Goldfinger (1964)  et L'Amour en quatrième vitesse (1964) avec Elvis Presley pour créer Speed Racer en 1966[5].
- C'est Peter Fernandez de l'entreprise "Trans-Lux" qui a traduit "Mach GoGoGo" en "Speed Racer" pour le public américain[5].
- En 1971 la chaine Allemande (Allemagne de l'est) SDR censure "Speed Racer" après la diffusion de trois épisodes seulement, les parents trouvaient l'animation trop violente.
- En 1996 le clip de "Daytona 500" de Ghostface Killah est faite d'images du dessin animé.
- En 2008, adaptation au cinéma par les Wachowski.
- Au Québec, la version française de ce manga était diffusée sous le titre Super bolide. Le protagoniste principal s’appelait toujours Speed Racer.